# Бронницкий уезд
Бро́нницкий уе́зд (Бронницкiй уѣздъ) — административная единица в составе Московской губернии, существовавшая в 1781—1929 годах. Центр уезда — город Бронницы.

## География
Бронницкий уезд находился в юго-восточной части Московской губернии. Местность ровная, местами волнистая, и только в некоторых местах иловатая; при удобрении плодородна.
Самая крупная река — Москва. При Бронницах была устроена пристань, на которой зимовали опоздавшие суда. Судоходство довольно удобно с того времени как река была канализована французской компанией.
По реке Пахра сплавляли лес, а на её берегах добывали известняк.
По уезду проходила главная линия Московско-Рязанской железной дороги.

## История
Бронницкий уезд образован 5 октября 1781 года в ходе административной реформы Екатерины II.
В 1924 году центр уезда перенесён в Раменское. В 1929 году в ходе административной реформы уезд упразднён.

## Экономика
В уезде было развито много местных и отхожих промыслов. Местные промыслы: огородничество, добыча жернового камня и известняка, гончарный промысел, который существовал не только как кустарный, но и как фабричный. В уезде было 2 гончарных завода и 8 фарфорофаянсовых.
Троицко-Раменская бумагопрядильная и ткацкая фабрика, изготовляющая ежегодно пряжи и миткаля на сумму 4 400 000 рублей; остальные 26 бумаготкацких фабрик производили в общей сумме на 990 000 р. Фабрики эти также славились прекрасными помещениями для рабочих, школами и больницами.
Также в уезде было 2 шерстяных фабрики, 1 суконная, 4 красильно-набивных, 2 фабрики обойных материй, как тканых, так и тисненых, 1 фабрика папиросных гильз, 2 красильных и химических продуктов, 1 фабрика железных подносов. Всего фабрик и заводов в Бронницком уезде 50 с производством на 6 595 000 рублей.

## Население
- 1882 г. — 144 852 чел.[1].
- 1897 г. — 119 686 чел.[4]
- 1926 г. — 189 389 чел.[5]

## Административное деление
В 1917 году в состав уезда входило 20 волостей: Ашитковская (1-й стан), Быковская (3-й стан), Велинская (2-й стан), Вохринская (2-й стан), Гжельская (2-й стан), Жирошкинская (4-й стан), Загорновская (2-й стан), Лобановская (4-й стан), Михалевская (2-й стан), Мячковская (3-й стан), Раменская (3-й стан), Рождественская (4-й стан), Салтыковская (4-й стан), Софьинская (3-й стан), Спасская (1-й стан), Троице-Лобановская (4-й стан), Ульяновская (4-й стан), Усмерская (1-й стан), Чаплыженская (1-й стан) и Чулковская (3-й стан).
10 октября 1927 года Велинская и Вохринская волости были объединены в Велино-Вохринскую волость.

## Уездные предводители дворянства
| Время службы | Имя                             | Титул, чин, звание               |
| ------------ | ------------------------------- | -------------------------------- |
| 1782—1788    | Рославлев Александр Иванович    | генерал-поручик                  |
| 1788—1791    | Волконский Пётр Михайлович      | князь, тайный советник           |
| 1791—1794    | Шипов Григорий Иванович         | полковник                        |
| 1794—1804    | Фонвизин Александр Иванович     | подполковник                     |
| 1804—1810    | Рославлев Тимофей Григорьевич   | коллежский асессор               |
| 1810—1820    | Кустерский Степан Акимович      | майор                            |
| 1820—1829    | Рославлев Иван Николаевич       | подполковник                     |
| 1829—1841    | Рунич Николай Павлович          | надворный советник               |
| 1841—1844    | Новиков Николай Петрович        | гвардии штабс-капитан            |
| 1844—1847    | Талызин Александр Степанович    | действительный статский советник |
| 1847—1850    | Буцевич Алоизий Антонович       | подпоручик                       |
| 1850—1853    | Черкасский Алексей Борисович    | князь, гвардии полковник         |
| 1853—1869    | Максимов Павел Дорофеевич       | надворный советник               |
| 1869—1878    | Кустаревский Николай Михайлович | статский советник                |
| 1878—1887    | Ахлёстышев Павел Дмитриевич     | статский советник                |
| 1887—1890    | Ильин Николай Иванович          | инженер-полковник                |
| 1890—1898    | Ливен Александр Андреевич       | светлейший князь                 |
| 1898—1914    | Пушкин Александр Александрович  | коллежский асессор               |

## Карты
| Сборный лист военно топографической карты Московской губернии 1860 г. Масштаб: 2 версты в дюйме (1 см-840м). | Сборный лист военно топографической карты Московской губернии 1860 г. Масштаб: 2 версты в дюйме (1 см-840м). | Сборный лист военно топографической карты Московской губернии 1860 г. Масштаб: 2 версты в дюйме (1 см-840м). | Сборный лист военно топографической карты Московской губернии 1860 г. Масштаб: 2 версты в дюйме (1 см-840м). | Сборный лист военно топографической карты Московской губернии 1860 г. Масштаб: 2 версты в дюйме (1 см-840м). | Сборный лист военно топографической карты Московской губернии 1860 г. Масштаб: 2 версты в дюйме (1 см-840м). | Сборный лист военно топографической карты Московской губернии 1860 г. Масштаб: 2 версты в дюйме (1 см-840м). | Сборный лист военно топографической карты Московской губернии 1860 г. Масштаб: 2 версты в дюйме (1 см-840м). | Сборный лист военно топографической карты Московской губернии 1860 г. Масштаб: 2 версты в дюйме (1 см-840м). | Сборный лист военно топографической карты Московской губернии 1860 г. Масштаб: 2 версты в дюйме (1 см-840м). | Сборный лист военно топографической карты Московской губернии 1860 г. Масштаб: 2 версты в дюйме (1 см-840м). | Сборный лист военно топографической карты Московской губернии 1860 г. Масштаб: 2 версты в дюйме (1 см-840м). | Сборный лист военно топографической карты Московской губернии 1860 г. Масштаб: 2 версты в дюйме (1 см-840м). |
| --- | --- | --- | --- | --- | --- | --- | --- | --- | --- | --- | --- | --- |
| (При нажатии на необходимый лист будет осуществлён переход на соответствующую карту.)                        | | | | | | | | | | | | |

- Интерактивная карта Бронницкого уезда (1766—1770 г.г.) на сайте ramgeo.ru